# Amir Hinton
Amir Jabbar Hinton (Filadelfia, 14 febbraio 1997) è un cestista statunitense naturalizzato siriano.

## Controversie
Seppur convocato nell'estate 2022 nella nazionale siriana per il campionato asiatico, non scenderà mai in campo pur risultando a referto in tutte e 4 le gare. Il coach spagnolo Javier Juárez, alla fine della prima gara in conferenza stampa ha tergiversato adducendo come versione quella che Hinton potesse aver perso il volo, chiosando sul fatto che il giocatore data la sua maturazione avrebbe potuto capire l'importanza del massimo torneo continentale asiatico.